# HMAS Kybra
HMAS Kybra – australijski okręt pomocniczy i szkolny z okresu II wojny światowej, służył w Royal Australian Navy (RAN) w latach 1940–1945.

## Historia
Motorowiec Kybra został zbudowany w 1926 w stoczni Coaster Construction Co w Montrose na zamówienie zachodnioaustralijskich linii State Shipping Services.  Statek mierzył 204 stopy i 2,5 cala długości (62,24 m), 31 stóp i 1 cal szerokości (9,47 m), jego zanurzenia wynosiło 14 stóp i 8 cali (4,47 m).  Załogę stanowiło 20 marynarzy. Napęd stanowił sześciocylindrowy silnik wysokoprężny produkcji szwajcarskiej firmy Sulzer Bros z Winterthur i pojedyncza śruba, dając mu maksymalną prędkość 10,5 węzła.  Pojemność brutto statku wynosiła 858 ton, net tonnage wynosiła 549.  Mógł zabrać do 34 pasażerów.
Statek został wodowany 13 stycznia 1926, 9 kwietnia opuścił Szkocję rozpoczynają podróż do Australii.  Do Fremantle przybył 27 maja.  W Australii statek służył jako kabotażowiec pływając głównie pomiędzy zachodnioaustralijskimi portami Fremantle, Bunbury, Busselton i Albany.
Po wybuchu II wojny światowej statek został zarekwirowany przez RAN 8 lipca 1940 i wysłany do Sydney, gdzie przybył 16 lipca, w celu przystosowania do roli okrętu szkolnego ZOP.  Został uzbrojony w pojedynczą armatę 4-calową (102 mm), pojedynczy karabin maszynowy Vickers, pojedynczy karabin maszynowy Maxim i 4 podwójne działka 2-funtowe „pom-pom” w różnych wersjach (Mk II i Mk XIV) oraz wyrzutnię przeciwlotniczych pocisków rakietowych PAC.  Uzbrojenie przeciwpodwodne stanowiło 35 bomb głębinowych (2 miotacze burtowe, 2 zrzutnie rufowe), miotacz rakietowych bomb głębinowych Hedgehog.  W późniejszym czasie działka 2-funtowe zostały zamienione na trzy pojedyncze działka Oerlikon 20 mm.
Okręt wszedł do służby 30 czerwca 1940 jako HMAS Kybra (FY90) pod dowództwem komandora porucznika Basila T. Brewstera.  Początkowo Kybra służył jako patrolowiec pomocniczy i okręt szkolny zwalczanie okrętów podwodnych.
W 1941 na okręcie przeprowadzono eksperymenty z maskowaniem zaprojektowanym przez australijskiego zoologa, profesora Williama Dakina.  W wyniku eksperymentów Dakina w późniejszym czasie zaprojektował on także maskowanie dla okrętów HMAS „Perth”, „Canberra” i „Australia”.
W 1943 został pierwszym małym okrętem RAN-u wyposażonym w radar i rozpoczął służbę jako szkolny okręt radarowy (radar training ship).  Okręt stacjonował w bazie morskiej HMAS „Rushcutter” (baza) w Sydney, operując zazwyczaj na wodach pomiędzy Tasmanią a Queensland, czasami pływając na północ aż do Darwin.  19 października 1945 okręt po raz ostatni opuścił Sydney kierując się do Fremantle gdzie został wycofany do rezerwy 23 listopada.
Został zwrócony właścicielowi 25 marca 1946.  Po remoncie w trakcie którego zmniejszono między innymi ilość kabin pasażerskich (statek mógł zabierać tylko 10 pasażerów) MV Kybra powrócił do żeglugi przybrzeżnej pomiędzy portami Australii Zachodniej pływając głównie pomiędzy Fremantle a Hedland, a czasami także do portów Broome i Derby.
W lutym 1958 został sprzedany firmie Cia Naviera Lanena z Hongkongu, statek opuścił Fremantle 27 lutego.  Po przybyciu do Singapur został wyczarterowany liniom P T Sang Saka gdzie służył pod nazwą Floreta.  Około 1959-60 statek został zarekwirowany przez marynarkę indonezyjską za naruszenie „strefy zakazanej”.  W 1960 i ponownie w 1962 statek dwukrotnie zmienił właściciela, został złomowany w Kali Baru w kwietniu 1968.